# Neil Spisak
Neil James Spisak (* 7. Februar 1956) ist ein US-amerikanischer Filmarchitekt und Kostümbildner.

## Leben
Spisak erhielt seine künstlerische Ausbildung (Kostümentwurf und Bühnenbild) an der Carnegie Mellon University in Pennsylvania. Nach seinem Abschluss ging er 1979 nach New York. Dort wie auch in London entwarf Spisak die Kulissen zu zahlreichen Theateraufführungen.
1983 stieß Neil Spisak als Szenenbildner zum Fernsehen, seit Jahresbeginn 1985 ist er als Chefarchitekt beim Kinofilm tätig. In den darauffolgenden Jahrzehnten machte sich Spisak einen Namen als Designer von Filmbauten für zahlreiche, hochkarätige A- bzw. Großproduktionen, darunter die Thriller Heat mit Al Pacino und Robert De Niro und Im Körper des Feindes mit Nicolas Cage und John Travolta sowie die drei Spider-Man-Filme zu Beginn des neuen Jahrtausends.
An der Seite von Ann Roth hat Neil Spisak gelegentlich auch als Kostümbildner gearbeitet.

## Filmografie
als Filmarchitekt, wenn nicht anders angegeben
- 1983: Tiger Town (Fernsehfilm)
- 1985: A Trip to Bountiful – Reise ins Glück (The Trip to Bountiful)
- 1985: The Last Dragon (nur Kostüm)
- 1985: Maxi (nur Kostüm)
- 1986: Der Morgen danach (The morning after) (nur Kostüm)
- 1987: Mit Volldampf nach Chicago (End of the Line)
- 1988: Die Trottel vom Texas-Grill (Full Moon in Blue Water)
- 1988: Im Zeichen der Jungfrau (The January Man; nur Kostüme)
- 1988: Stars & Bars (nur Kostüm)
- 1989: Final Game – Die Killerkralle (Night Game)
- 1990: Tödliche Fragen (Q&A; nur Kostüme)
- 1990: Fremde Schatten (Pacific Heights)
- 1991: Entscheidung aus Liebe (dwying Young, nur Visual Consultant)
- 1992: Swoon (Restliche Crew)
- 1993: Benny und Joon (Benny & Joon)
- 1993: Mein Leben für dich (My Life)
- 1994: Enthüllung (Disclosure)
- 1995: Heat
- 1997: Im Körper des Feindes (Face/Off)
- 1999: Aus Liebe zum Spiel (For Love of the Game)
- 2000: The Gift – Die dunkle Gabe (The Gift)
- 2002: Spider-Man
- 2004: Spider-Man 2
- 2005: Verliebt in eine Hexe (Bewitched)
- 2007: Spider-Man 3
- 2008: Hancock
- 2012: Battleship
- 2013: Spongebob Squarepants 4D Attraction: The Great Jelly Rescue (Kurzfilm)
- 2014: Teenage Mutant Ninja Turtles
- 2013: Ray Donovan (1 Folge)
- 2015: Terminator Genisys
- 2017: Wind River
- 2020: Spenser Confidential